# حدية (حمص)
حدية قرية سورية تتبع ناحية شين في منطقة حمص في محافظة حمص. بلغ عدد سكانها 754 نسمة في عام 2004 حسب إحصاء المكتب المركزي للإحصاء.